# Trhová Kamenice
Trhová Kamenice (deutsch Markt Kamnitz) ist eine Minderstadt im Okres Chrudim, Tschechien. Zum 31. Dezember 2008 lebten hier 870 Einwohner.

## Geographie

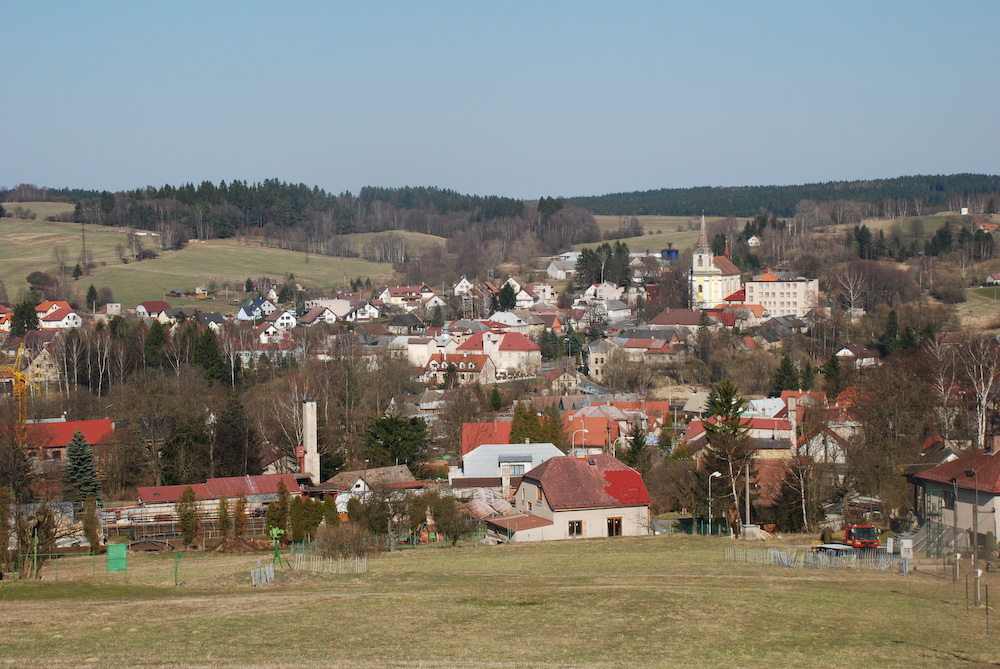
Blick auf den Ort

Trhová Kamenice liegt an einer alten Furt über den Fluss Chrudimka in der böhmisch-mährischen Höhe, an der Grenze zwischen dem Eisengebirge und den Saarer Bergen. Die Stadt Chrudim ist etwa 20 Kilometer nördlich gelegen. Nachbarorte sind Kameničky im Westen, Možděnice, Dřevíkov und Svobodné Hamry im Süden sowie Petrkov im Osten. Durch den Ort verläuft die Straße Nr. 37, die die Bezirksstädte Chrudim und Žďár nad Sázavou verbindet.

## Geschichte
Die älteste Erwähnung des Ortes findet sich auf einer Schenkungsurkunde von 1242. Die Siedlung wurde wahrscheinlich vom Benediktinerkloster im nahen  Vilémov gegründet. Im Mittelalter befand sich hier eine Feste, und auch die Kirche der Heiligen Philipp und Jacob wird bereits im 14. Jahrhundert erwähnt. Am Ende des 14. Jahrhunderts begann in der Gegend die Eisenverhüttung. Die umliegenden Wälder wurden für die Gewinnung von Holzkohle gerodet und Siedlungen für Waldarbeiter angelegt. 1499 wird Trhová Kamenice als Städtchen mit eigenem Wappen erwähnt, das Marktrecht bestand seit mindestens 1460. Im 16. Jahrhundert entstanden in der Umgebung auf adligem Grund Sägewerke, Brauereien, Mühlen und Teiche.
Nach dem Niedergang im Dreißigjährigen Krieg erwarb der kaiserliche Hauptmann Francois de Couriers das Städtchen, ab dem Ende des 17. Jahrhunderts wurde der halb verlassene Ort wieder aufgebaut. In der Mitte des 19. Jahrhunderts lebten hier 854 Menschen. 1853 erhielt Trhová Kamenice Stadtrechte. Im späten 19. und beginnenden 20. Jahrhundert entwickelte sich das örtliche Gewerbe mit Stein- und Halbedelsteinbrüchen, Glasherstellung und Textilindustrie. Die Betriebe wurden 1948 verstaatlicht und teilweise liquidiert. Im Jahr 2006 erhielt Trhová Kamenice den Status eines Městys.

## Sehenswürdigkeiten
- Die Kirche der Heiligen Philipp und Jacob wurde in den Jahren von 1737 bis 1747 in barockem Stil umgestaltet.
- Die ehemalige barocke Pfarre dient heute als Museum.
- Denkmal für die Opfer des Nationalsozialismus
- Grabmal für die Gemahlin des Wiener Baumeisters František Šebek, gestaltet von dem Architekten Josef Hlávka

## Persönlichkeiten
- Der Bauingenieur und Mathematiker Josef Šolín wurde 1841 hier geboren.
- Der Schriftsteller Karel Václav Rais wirkte hier ab 1877 als Lehrer.
- Der Mittelalterhistoriker František Šmahel wurde 1934 hier geboren.

## Gemeindegliederung
Zur Gemeinde gehören die Ortsteile Hluboká, Kameničky, Petrkov 3.díl, Polom, Rohozná, Trhová Kamenice und Zubří.